# ハウストン・ストリート
ハウストン・ストリート (Houston Street, [ˈhaʊstən] HOW-stən) は、ニューヨーク市ダウンタウンマンハッタンの主要な東西に走る大通りである。東はイースト川に面したフランクリン・D・ルーズベルト・イースト・リバー・ドライブ（FDRドライブ）およびイースト・リバー・パークから西はハドソン川に面したピア40およびウェスト・ストリートまでマンハッタン島の全幅を貫くクロスタウン・トラフィックである。この通りはマンハッタンのいくつかの地区の一般的な境界を定めており、アルファベット・シティ、イースト・ヴィレッジ、ノーホー、グリニッジ・ヴィレッジそしてウエスト・ヴィレッジ (en) はこの通りの北に面し、ローワー・イースト・サイドとバワリーの大部分、ノリータおよびソーホーはこの通りの南に面している。
マンハッタンの碁盤目状に整備された数字を冠した通りは1811年委員会計画の一部として建造された。ハウストン・ストリートのすぐ北をアベニューAから西へと1丁目が伸びているが、13丁目までは完全な碁盤目状になっていない。
その綴りにもかかわらず、"Houston"は"HOUSE-ton"と発音され、都市のヒューストン (Houston) のようには発音されない。この通りの名前はウィリアム・ハウストンの名前を関しており、都市の方はサミュエル・ヒューストンの名前を冠している。

## 概要

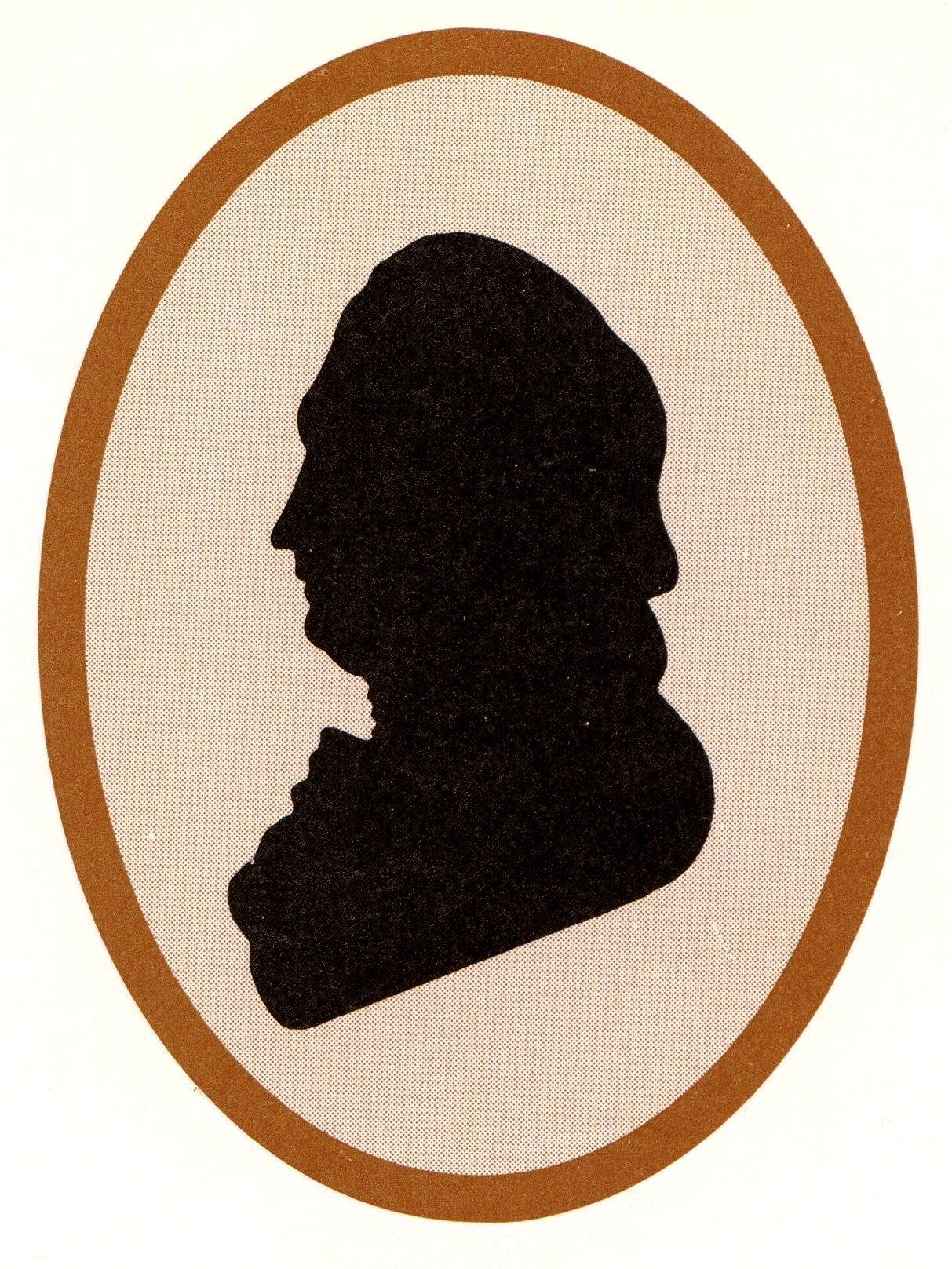
ハウストン・ストリートの名祖となったウィリアム・ハウストンのシルエット

ハウストン・ストリートは、東端はイースト・リバー・パーク沿いのFDRドライブのインターチェンジから始まる。この通りは中央分離帯のある高速道路として始まり、まずコロンビア・ストリート (Columbia Street) および2丁目と交差する。さらに、アベニューBおよびいくつかの現地の通りと交差する。バワリーとの交差の後、ハウストン・ストリートは通常の両方向通行の街路になり西へと伸びていく。そして、ラファイエット・ストリートおよびブロードウェイとすぐに交差する。ブロードウェイとの交差を過ぎると、名前がイースト・ハウストン・ストリートからウエスト・ハウストン・ストリートに変わる。
ウエスト・ハウストン・ストリートは、6番街まで2006年から2008年に拡張改修作業が行われた。6番街はグリニッジ・ヴィレッジ内でカーブしたウエスト・ハウストン・ストリートと交差する。その地点より西になると、道幅は狭くなり、西方面の一方通行となる。ウエスト・ハウストン・ストリートはハドソン川に面したウエスト・ストリートとピア40と交差するところで西端に達する。

## 歴史
ハウストン・ストリートは、1784年から1786年の連合会議と1787年のフィラデルフィア憲法制定会議のジョージア州の代表を託されたウィリアム・ハウストンの名前から付けられている。ニコラス・ベイヤード三世の娘Maryは1788年にハウストンと結婚したことから、この通りは彼によって洗礼を与えられている。このカップルは、古くからの貴族のスコットランド人家の一員だったハウストンが上述の会議に勤めている時期に出会った。

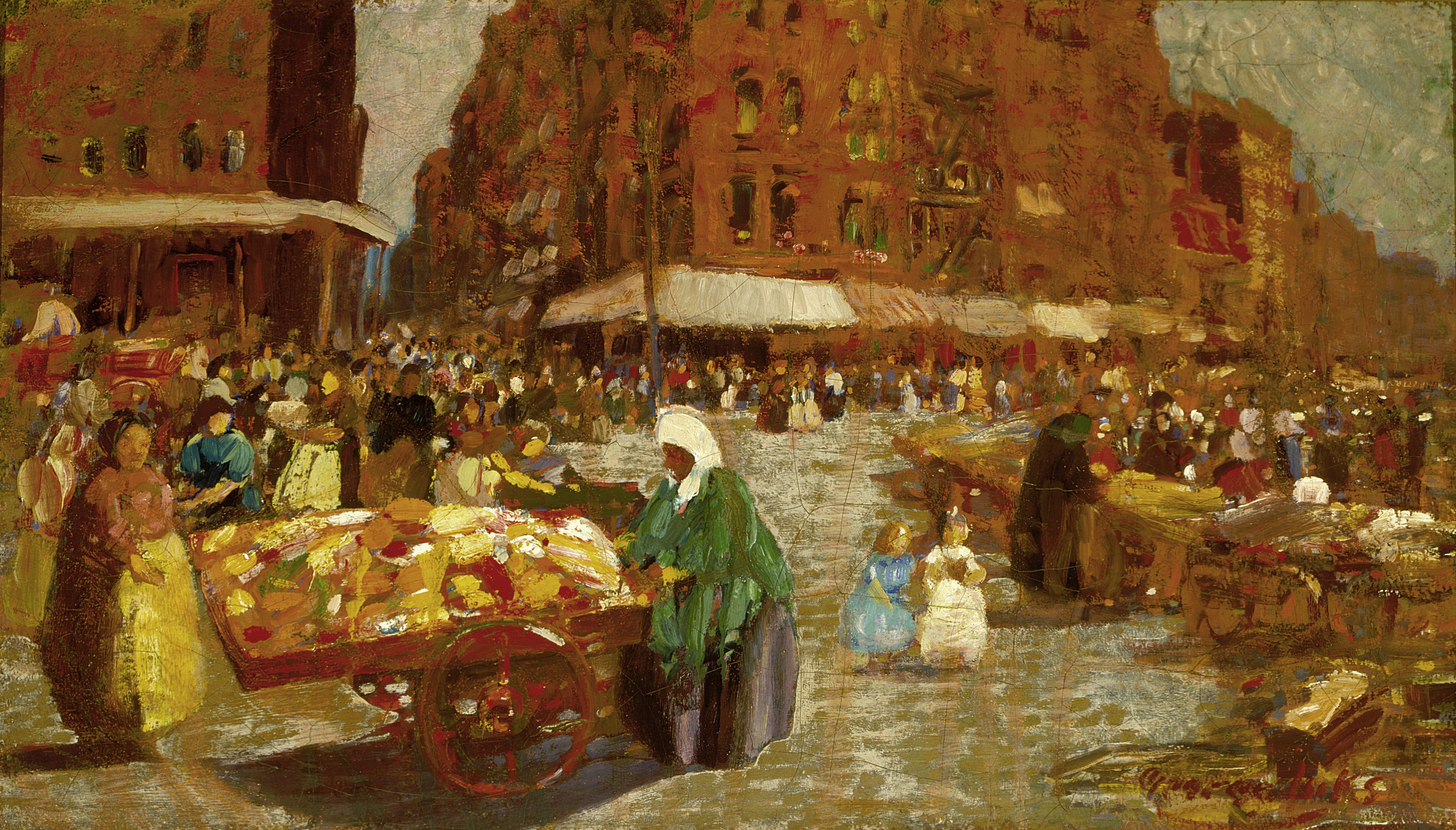
en:George Luks作ハウストン・ストリート（1917年）

Bayardは、キャナル・ストリートの近くの彼が住んでいた土地を所有しており、それによってハウストン・ストリートは分断されていた。後にニューヨーク市はその土地をノース・ストリートを含むまで拡張し、そこが19世紀初めのニューヨークのイースト・サイドの北端となっていた。
現在のこの通りの綴りは、HoustounがHoustonに短縮されている。1808年のニューヨーク市議会 (Common Council) の議事録にはHoustounと記されていて、1811年に作成された格子状の通りを制定するための公式の地図では現在の綴りとなっている。この数年間で綴りが変わった当時、テキサスの英雄サミュエル・ヒューストンはテネシーでまだ無名の10代であり、この通りがときにこの人物の名前から付けられたと言われることは間違いである。他にも、オランダ語の家 (house) を意味するhuisと庭 (garden) を意味するtuinを合わせた単語から派生しているという間違った説明がなされることもある。

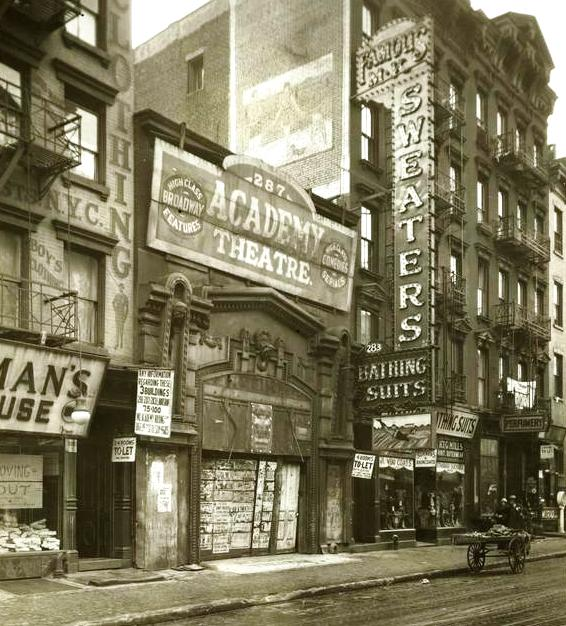
1920年代のClintonストリートとSuffolkストリートの間のイースト・ハウストン・ストリート

現在のハウストン・ストリートの最も西の6番街からウエスト・サイド・ハイウェイまでの道幅が狭くなっている区間は、19世紀半ばまでは"Hammersleyストリート" （または"Hamerslyストリート"）として知られており、グリニッジ・ヴィレッジの内側にあったが、後にこの通りがグリニッジ・ヴィレッジの南の境界として認識されるようになった。
1891年、ニコラ・テスラはハウストン・ストリートに研究所を設立した。テスラの多くの研究成果は1895年の火事で失われた。
この通りは、元々は狭かったが、1930年代初頭の独立地下鉄網の建設期間中に6番街からエセックス・ストリートまで大幅に拡張された。このストリートの拡幅により通りの両脇の建物の解体が行われ、多くの小さな空き地が生じることとなった。これらの空き地のいくつかは再開発されたが、現在も多くは露天商によって利用されていて、いくつかは遊び場として転用され、より近年は市民農園として利用されている。
ローワー・マンハッタンのソーホー（SoHo）地区の名前は"South of Houston"（ハウストンの南）の頭字語を取っている。この通りはSoHoの北の境界を定めている。ハウストン・ストリートの北のより狭い地区はSoHoに対してノーホー NoHo, "North of Houston"（ハウストンの北）と呼ばれている。

## 輸送機間
2010年現在、ハウストン・ストリートをFDRドライブからワシントン・ストリートへのM21バスのサービスが走っている。このバスルートは以前の路面電車アベニューC線を置き換えたものである。IND6番街線は途中、ハウストン・ストリートの地下の6番街からアベニューAの直前までの区間を走っており、その区間には2番街駅 (F <F> 系統) とブロードウェイ-ラファイエット・ストリート駅がある。加えて、7番街にはハウストン・ストリート駅がある。ブリーカー・ストリート駅はハウストン・ストリートの北側に駅への入り口があるが、これはブロードウェイ-ラファイエット・ストリート駅への接続のために地下で複合駅としてつながっているためである。FDRドライブの5番出口はハウストン・ストリートに合流している。またこの通りはウエスト・ストリートとウエスト・サイド・ハイウェイとも直接接続している。

## ギャラリー

ハウストン・ストリート沿道
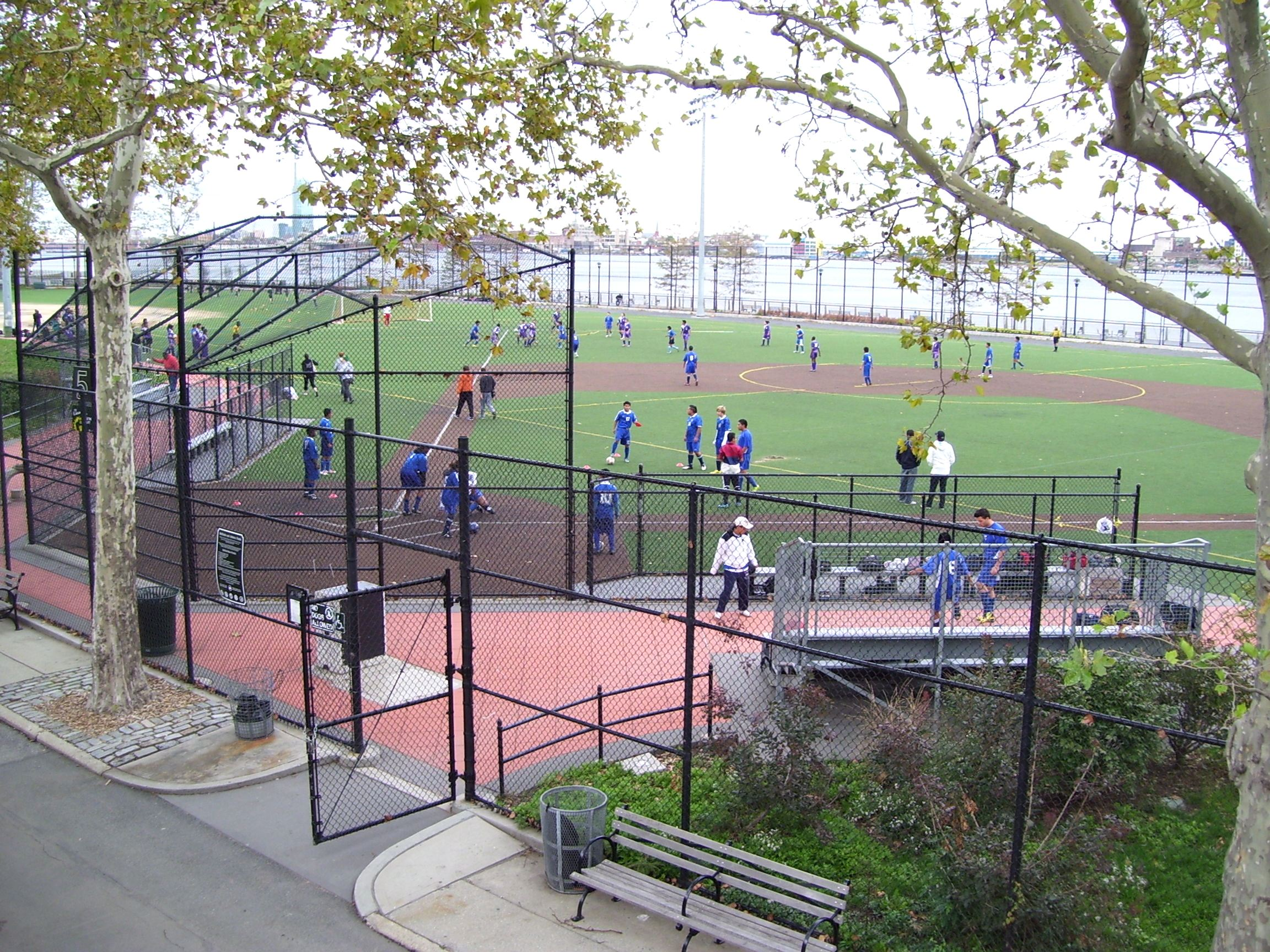
ハウストン・ストリートから見たイースト・リバー・パーク
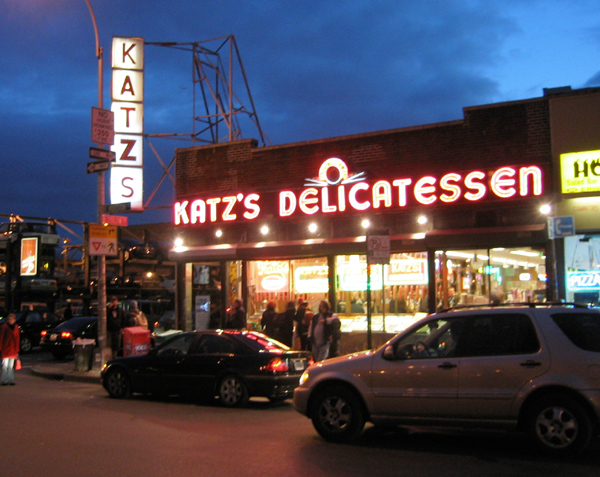
1888年創業のカッツ・デリカテッセン
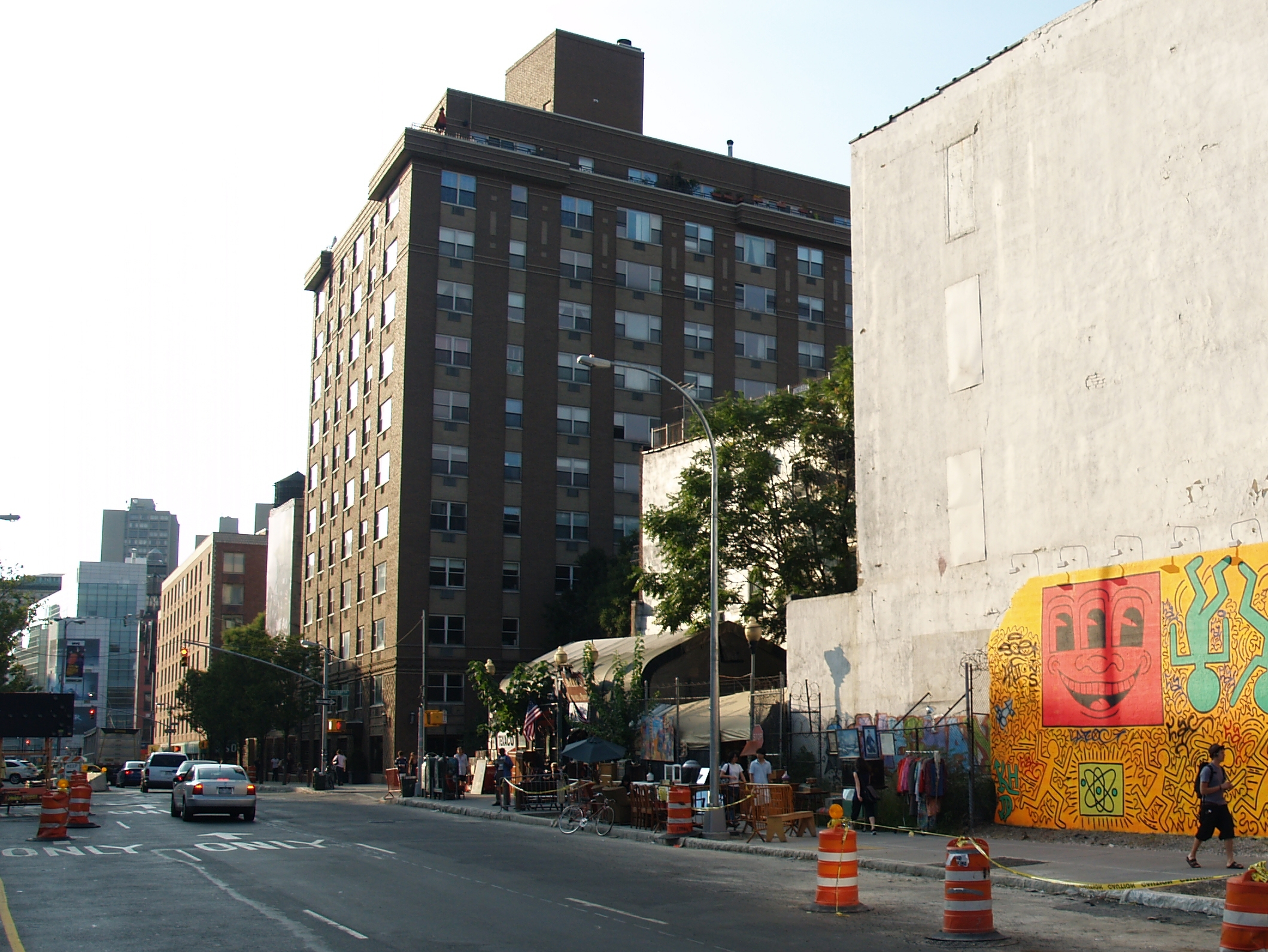
2008年のハウストン・ストリートとバワリーの交差点とキース・ヘリングに捧げられた壁の一部
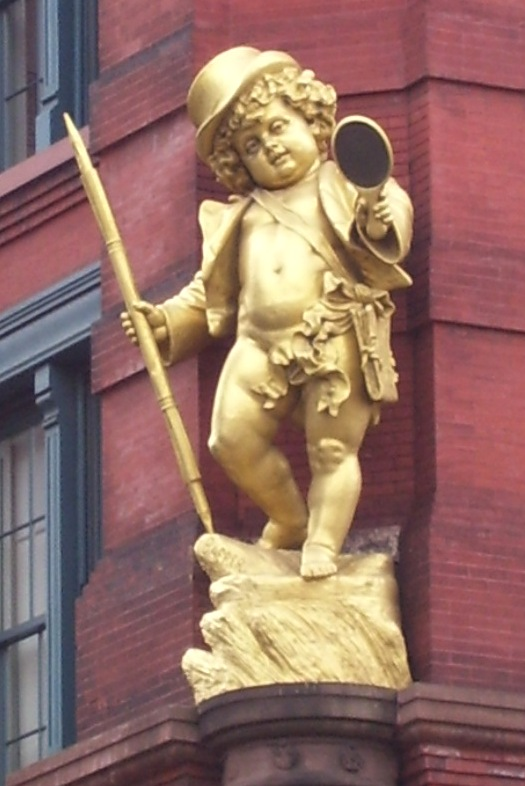
マルベリー・ストリート（英語版）の角のパックビル（英語版）にあるパック（英語版）像
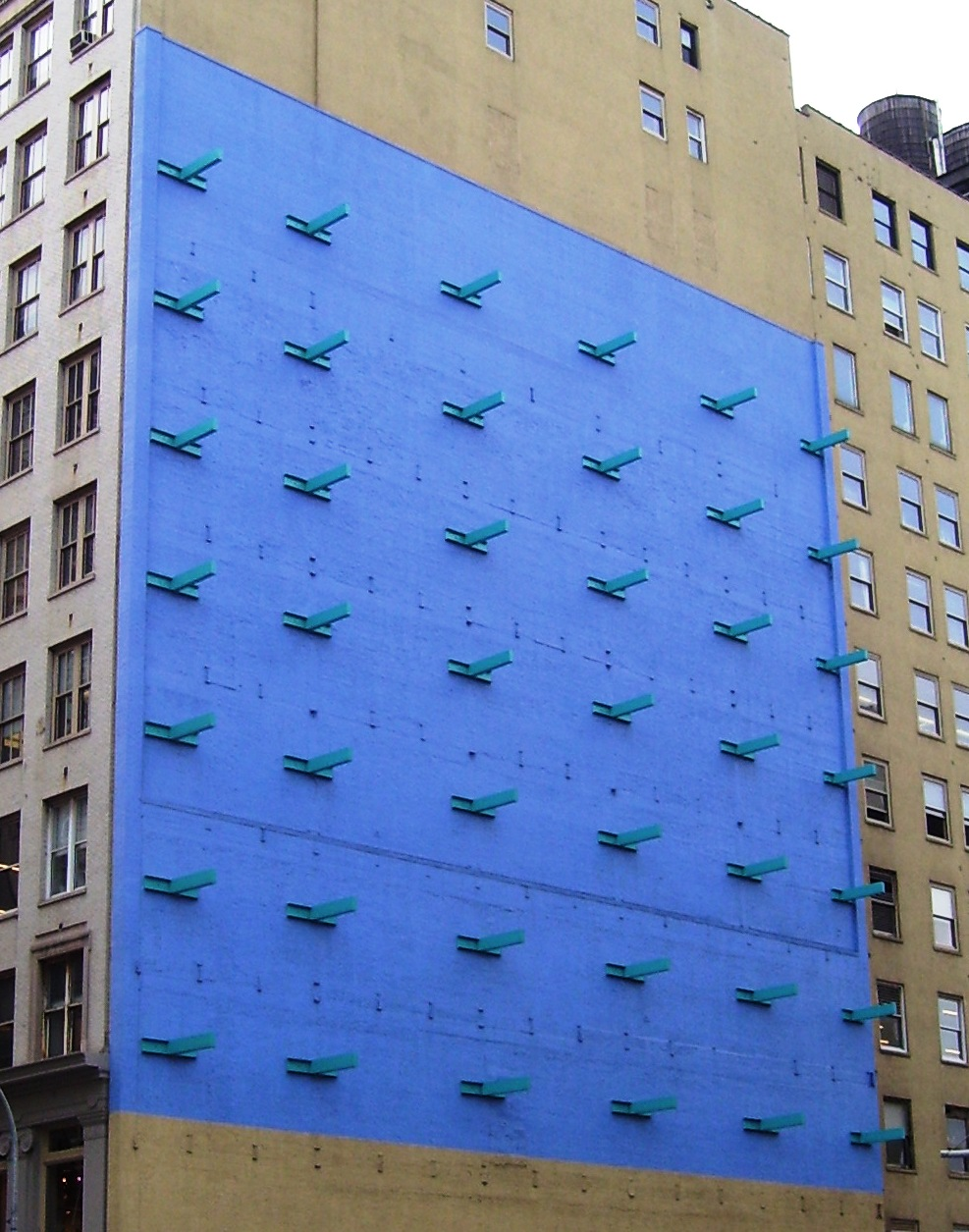
ハウストン・ストリートとブロードウェイの交差点にあるForrest MyersのThe Wallまたは"Gateway to Soho"（Sohoへの玄関口）とも呼ばれる
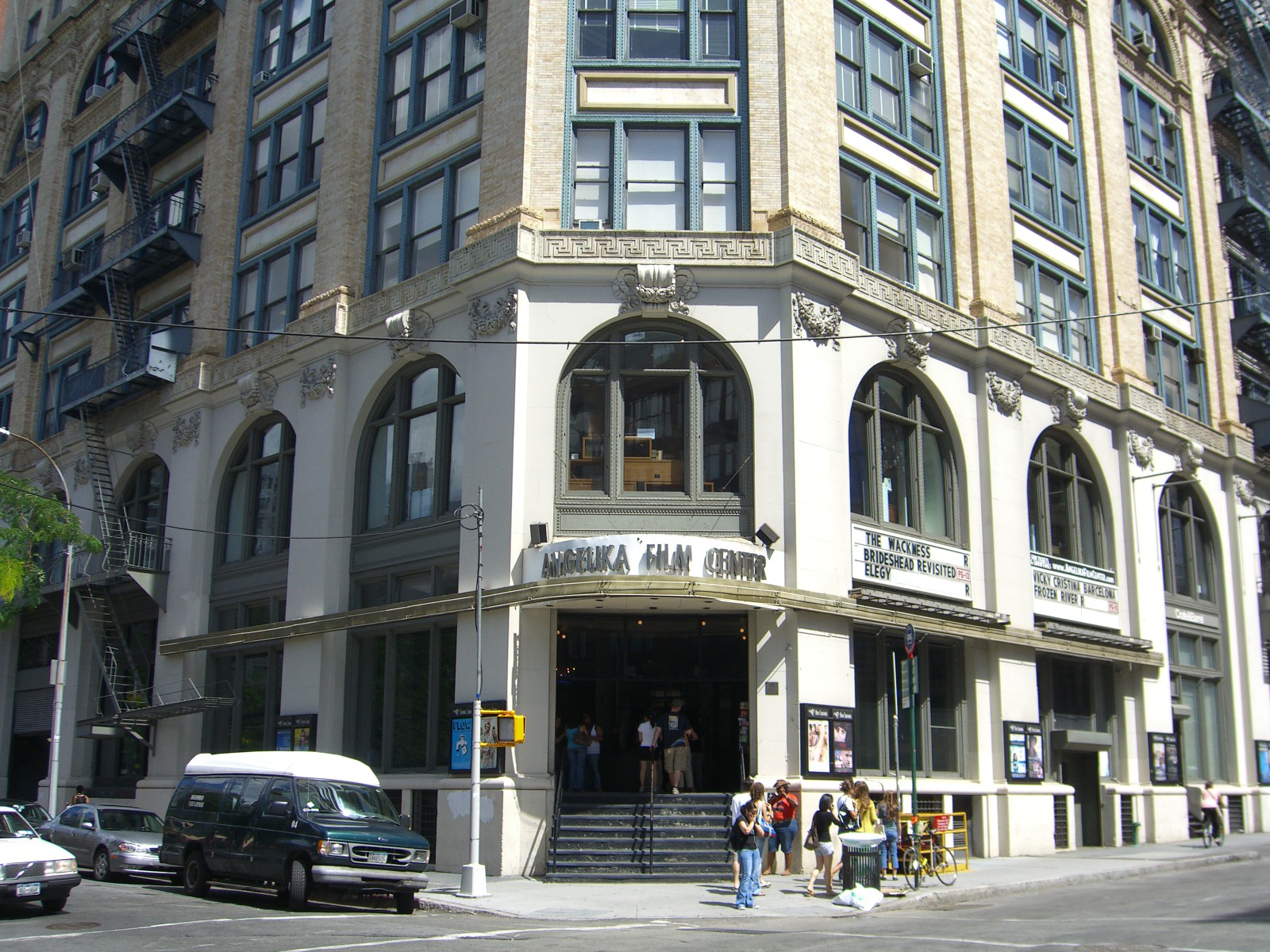
Mercerストリートのアンジェリカ・フィルム・センター（英語版）
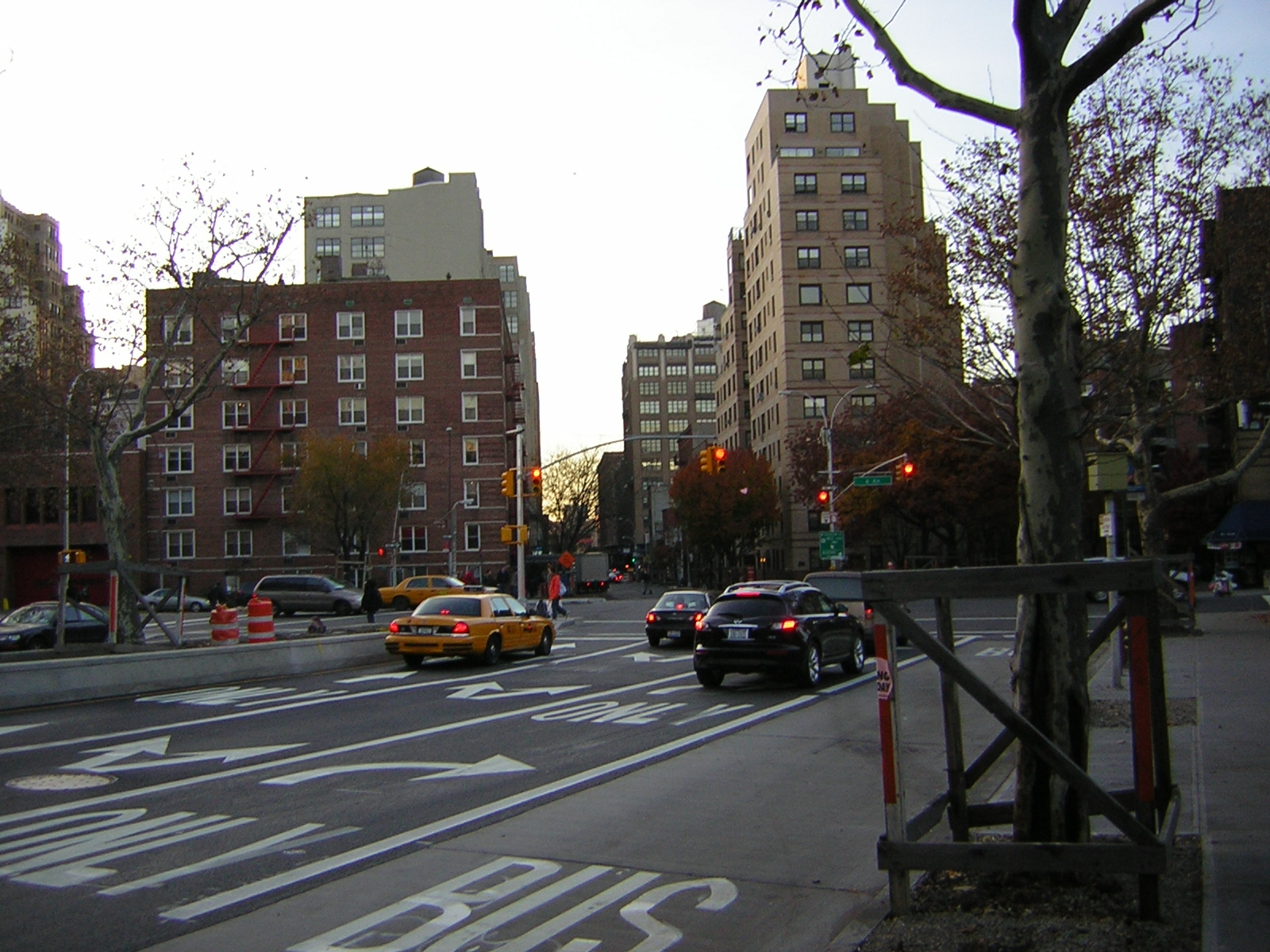
アベニュー・オブ・ジ・アメリカス（6番街）より西側に続くハウストン・ストリート